# Subprefectura de Miyake
La subprefectura de Miyake (三宅支庁, Miyake-shichō) és una subprefectura de Tòquio, a la regió de Kanto, Japó. La subprefectura és responsabilitat del Departament d'Afers Generals del Govern Metropolità de Tòquio. La subprefectura inclou una sèrie d'illes habitades i de rocs a l'arxipèlag d'Izu.

## Geografia
La subprefectura, tot i que depenent de Tòquio i, per tant, pertanyent nominalment a la regió de Kanto, es troba molt més al sud i lluny del Tòquio metropolità. Totes les illes i formacions rocoses compreses dins de la subprefectura corresponen a les illes Izu.

### Municipis
| |          |          |          |
| \| Municipi \| Població \| Extensió \| Densitat \| \| ---------- \| -------- \| -------- \| -------- \| \| Mikurajima \| 331 \| 20,54 \| 16,1 \| \| Miyake \| 2.245 \| 55,26 \| 40,6 \| \| Total \| ND \| ND \| ND \| |          |          |          |
| Municipi | Població | Extensió | Densitat |
| Mikurajima | 331      | 20,54    | 16,1     |
| Miyake | 2.245    | 55,26    | 40,6     |
| Total | ND       | ND       | ND       |

### Illes
La subprefectura només conté dues illes, que es corresponen amb els dos municipis:
- illa de Miyake
- illa de Mikura

## Història
- 1920: S'aboleixen les oficines governatives de la prefectura de Tòquio a les dues illes i aquestes passen a dependre de la subprefectura d'Ōshima.
- 1943: Les illes s'escindeixen de l'autoritat de la subprefectura d'Oshima, fundada el 1926 i es crea la nova subprefectura de Miyake.